# Gente hoy
Gente hoy fue un programa de formato magazine, dirigido por la veterana periodista Maruja Callaved y emitido por Televisión Española entre los años 1976 y 1981.

## Formato
Emitido de lunes a viernes en horario vespertino, de 14'30 a 15 horas, justo antes del Telediario, el programa pasaba revista a los temas de la actualidad cultural, social y cotidiana en un tono distendido. Se insertaban reportajes y, eventualmente, actuaciones musicales.
El espacio alcanzó notables cuotas de aceptación por parte de los espectadores, lo que le permitió mantenerse en pantalla durante cinco años.

## Presentadores
Las dos presentadoras principales del magazine fueron dos mujeres jóvenes, relativamente desconocidas para el público que gracias al programa se convirtieron en dos de los rostros más famosos del panorama televisivo español de la década de los setenta.
En la primera temporada, cuando el programa se llamaba simplemente Gente, la presentación corrió a cargo de Isabel Tenaille, acompañada de Julio César Fernández y Tico Medina. La popularidad alcanzada le sirvió de trampolín para pasar a presentar la siguiente temporada el espacio de entrevistas Dos por dos, de Fernando García Tola, junto a la entonces poco conocida Mercedes Milá, en horario de máxima audiencia.
Fue sustituida, desde 1977, por la debutante Mari Cruz Soriano, que en aquel momento contaba con tan sólo 22 años, cuando el programa cambió a su nombre definitivo de Gente hoy. Soriano, como su predecesora, pasó a ser uno de los rostros emblemáticos de la televisión en España en la época. Más tarde se retiraría del medio y dos décadas más tarde volvería a la actualidad al contraer matrimonio con el político y alcalde de Zaragoza, Juan Alberto Belloch.
Soriano estuvo acompañada en las tareas de presentación por varios periodistas de la casa, como Julio César Fernández, Mary Cruz Fernández, Florencio Solchaga, Javier Vázquez, Miguel Vila y Lourdes Zuriaga.

## Realizadores
- Luis Dique
- César Abeytua
- Ramón Pradera.

## Colaboradores
- Alejandro Gómez Lavilla
- Luis Montilla
- Pirracas
- Tico Medina
- Manuel Summers
- Forges

## Premios
- Premio Ondas (1977): Nacionales de Televisión. Maruja Callaved e Isabel Tenaille.
- TP de Oro (1976): Mejor Presentadora, Isabel Tenaille.
- TP de Oro (1977): Mejor Presentadora, Isabel Tenaille.
- TP de Oro (1979): Mejor Presentadora, Mari Cruz Soriano.